# Hoher Burgstall (Kalkkögel)
Der Hohe Burgstall ist ein 2611 m ü. A. hoher Berg in den Kalkkögeln in den Stubaier Alpen, südöstlich der 2804 m hohen Schlicker Seespitze. Der Gipfel bietet eine gute Sicht in das Oberbergtal, ins hintere Stubaital, zum Serleskamm und zu den Kalkkögeln.

## Anstiege
Der Gipfel ist aus südlicher Richtung von der Starkenburger Hütte erreichbar.
Von Norden leitet eine Felsrinne zum Gipfel: Von der Schlick führt ein gut markierter Weg auf das Sennjoch. Weiter zum Burgstalljoch aufsteigen und auf dem Weg zur Schlicker Scharte links durch die Felsrinne zum Gipfel aufsteigen. Alternativ kann die Felsrinne auch von der Schlicker Scharte erreicht werden.
Durch die Westflanke des Hohen Burgstalls führt der Zentralalpenweg 02A.

## Bilder

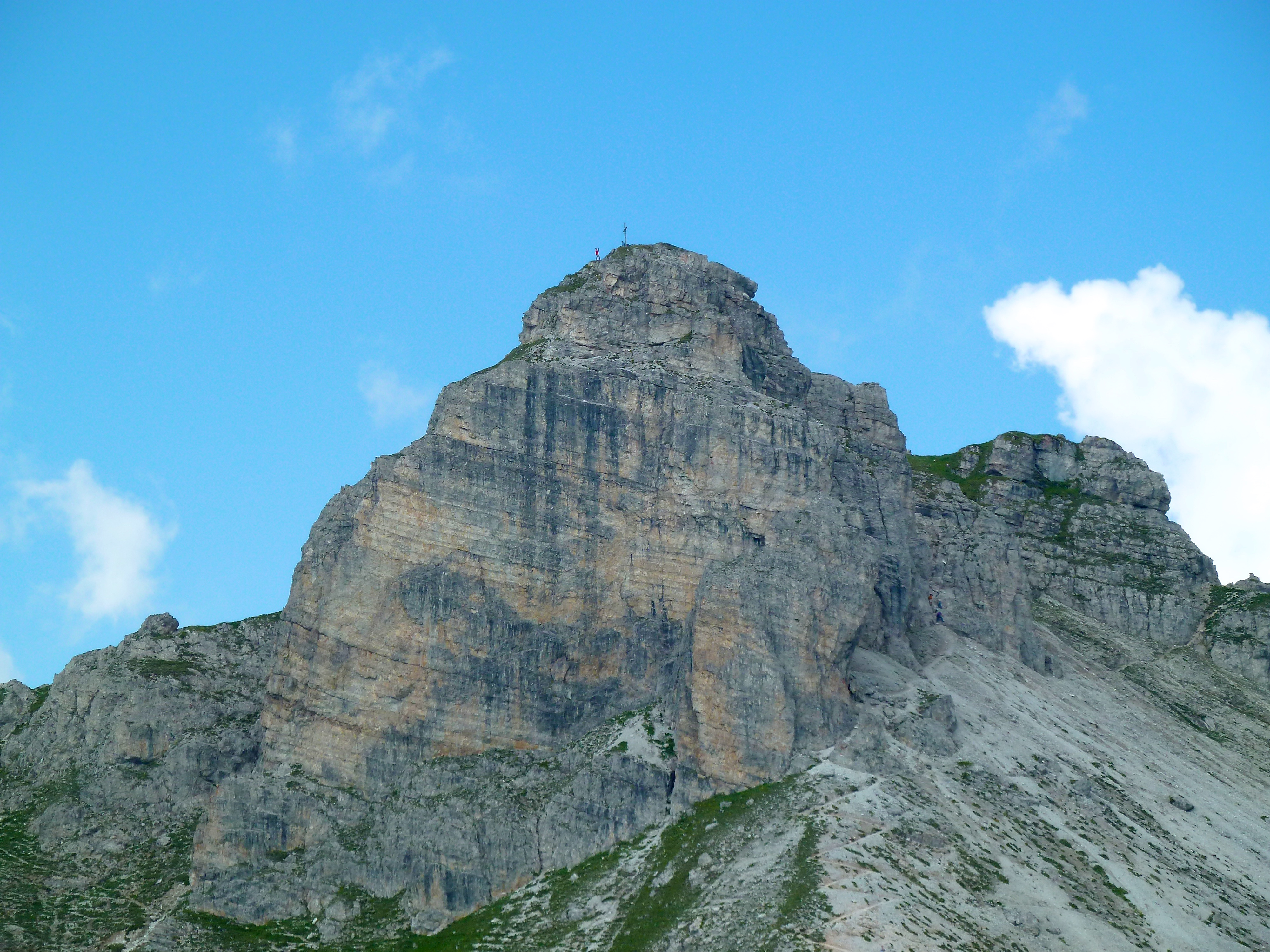
Blick vom Niederen Burgstall
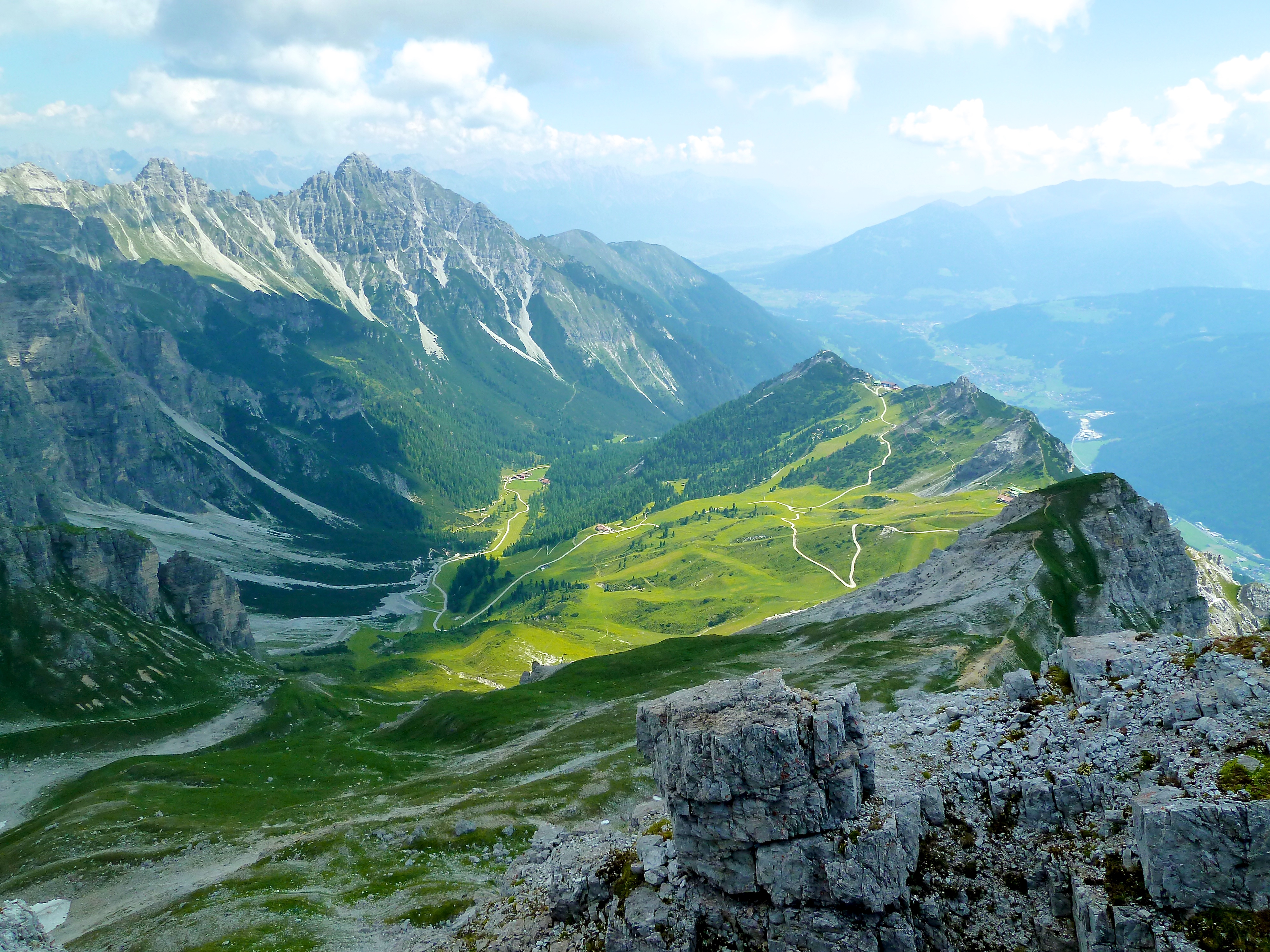
Vom Hohen Burgstall aus
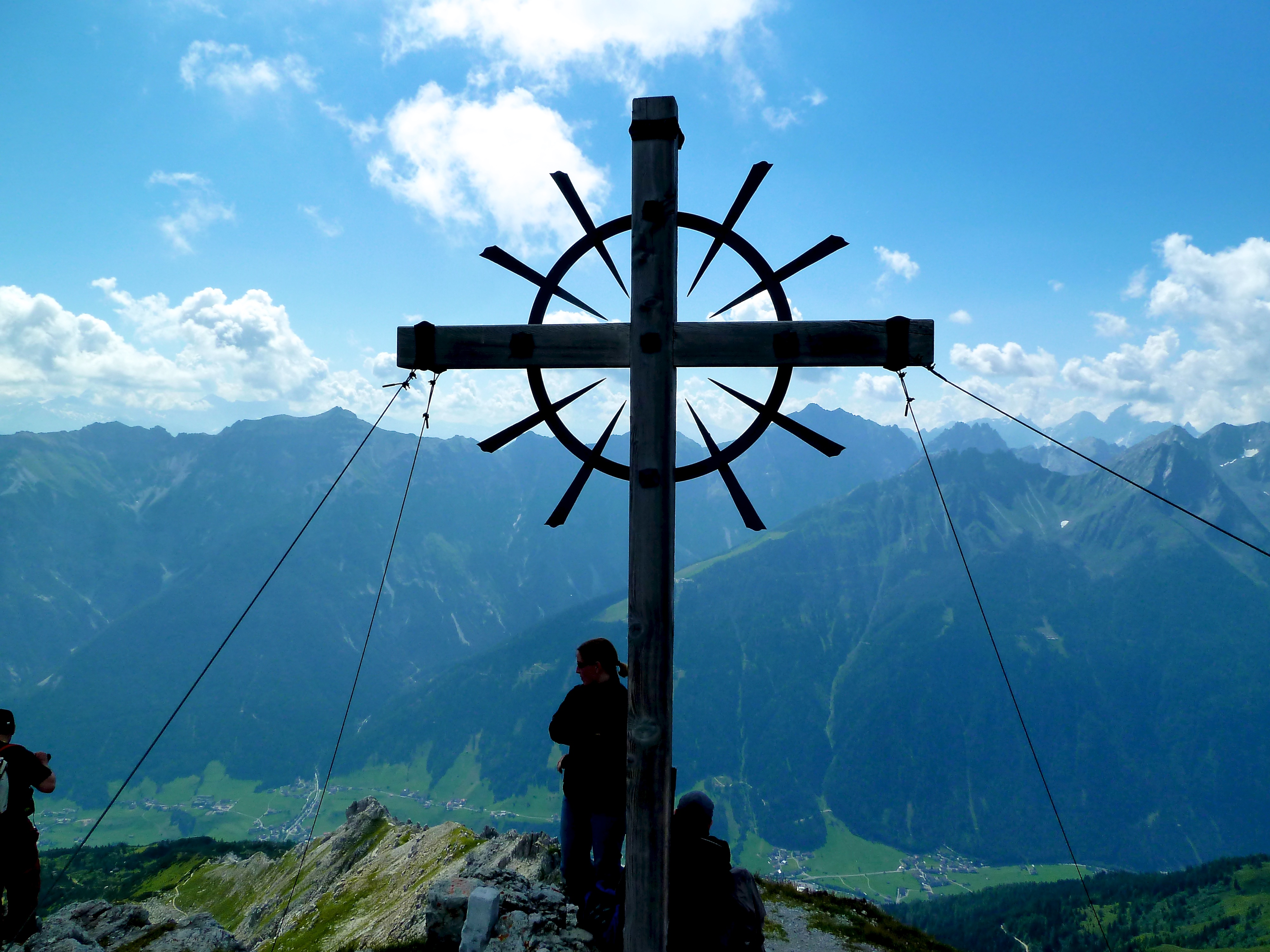
Blick Richtung Elfer